# Kim Criswell
Kim Criswell (Hampton, 19 luglio 1957) è un'attrice e cantante statunitense.

## Biografia
Ha recitato in svariati musical a Broadway, Londra e in diversi tour nazionali ed internazionali. La sua carriera spazia per quattro decenni ed ha lavorato in celebri musical come: Annie (tour americano, 1979), The First (Broadway, 1981), Nine (Broadway, 1982), Baby (Broadway, 1983), Cats (tour statunitense, 1985), Stardust (Off Broadway, 1987; Broadway, 1988), Anything Goes (Chicago, 1988), L'opera da tre soldi (Broadway, 1989), Annie Get Your Gun (Londra, 1992; candidata al Laurence Olivier Award alla migliore attrice in un musical), Elegies for Angels, Punks and Raging Queens (Londra, 1993), Man on La Mancha (Londra, 2000), On The Town (Londra, 2000), Candide (Londra, 2005; Parigi, 2006; Teatro alla Scala, 2007), Company (Londra, 2005), Wonderful Town (Londra, 2005), Follies (Londra, 2007), My Fair Lady (tour inglese, 2009), The Sound of Music (Parigi, 2009) e Carrie (Londra, 2015).

## Filmografia
- I corridoi del potere (True Colors), regia di Herbert Ross (1991)
- Hysteria, regia di Tanya Wexler (2011)